# Семенцы

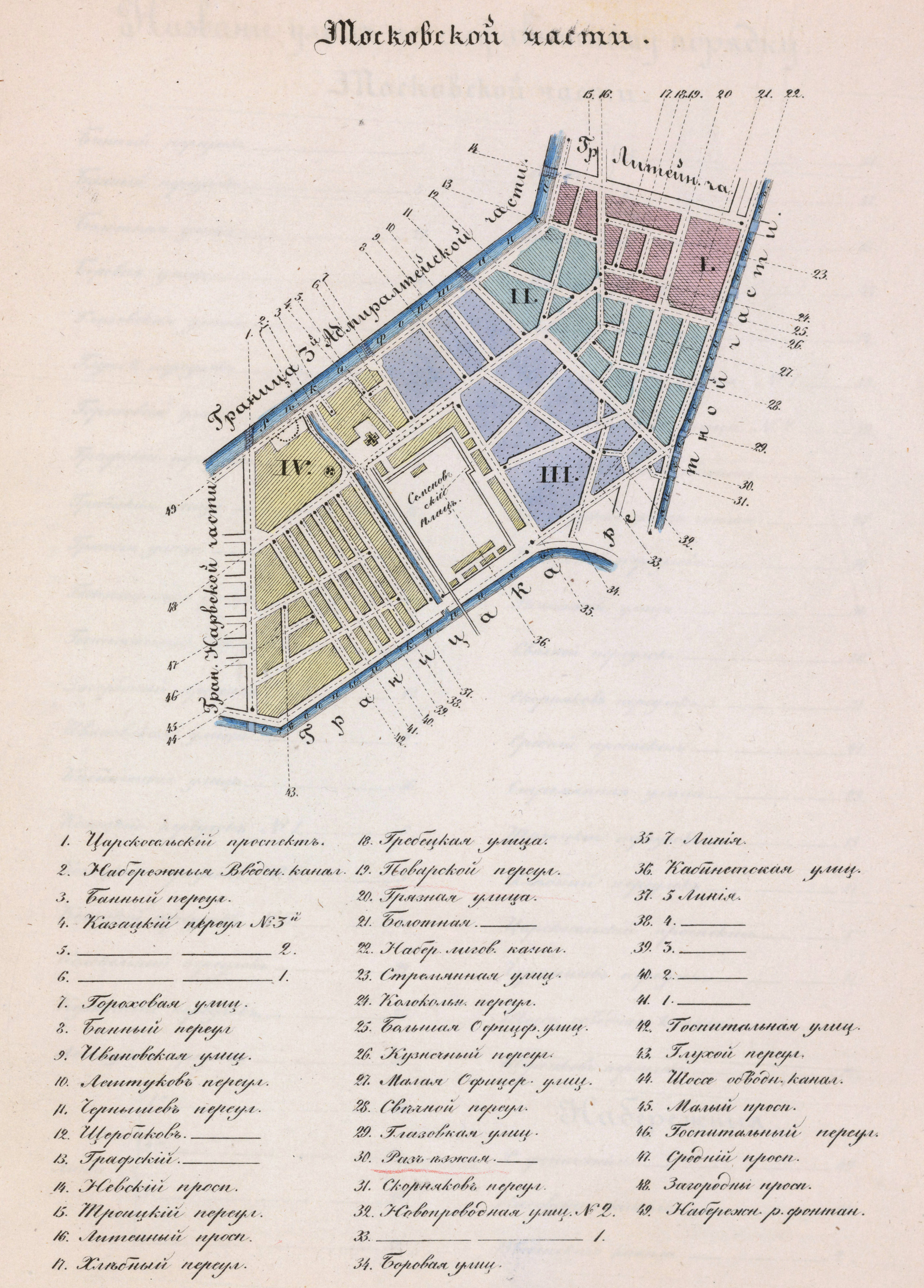
Семенцы (нижний левый угол карты) в 1849 году.

Семенцы — неофициальное название исторического района Санкт-Петербурга, ограниченного с четырёх сторон Забалканским (ныне Московским) проспектом, Обводным каналом, Загородным проспектом и Введенским каналом. Название произошло от слободы квартировавшего здесь в XVIII веке Лейб-гвардии Семёновского полка.
В состав Семенцов входят шесть улиц, названных в 1857 году честь городов Московской губернии: Рузовская, Можайская, Верейская, Подольская, Серпуховская, Бронницкая (до 1857 года называвшиеся 5-я, 4-я, 3-я, 2-я и 1-я линии и Госпитальная улица соответственно), пересекающие их Клинский и Малодетскосельский проспекты, а также два переулка: Батайский и Дойников. Очередность названий улиц легко запоминается при помощи поговорки: «Разве Можно Верить Пустым Словам Балерины». Преобладает историческая застройка рубежа XIX века.

## 1920-е годы
В 1920-х годах, с введением НЭПа, Семенцы становятся одним из центров городской преступности. В феврале 1923 года в Семенцах, в доме № 38 по Можайской улице, попал в засаду и был убит самый известный петроградский бандит-налётчик Лёнька Пантелеев.

## 1930-е годы
В 1934 году в Семенцах уничтожен богоборцами бывший полковой храм Лейб-гвардии Егерского полка — Мирониевская церковь Егерского полка (находилась у соединения Введенского канала с Обводным).
.